# Kallima pherekides
Kallima pherekides är en fjärilsart som beskrevs av Hans Fruhstorfer 1904. Kallima pherekides ingår i släktet Kallima och familjen praktfjärilar. Inga underarter finns listade i Catalogue of Life.